# ویلا نوا دگایا
ویلا نوا دگایا معروف به گایا یکی از شهرهای کشور پرتغال واقع در ناحیه شمالی با جمعیتی حدود ۳۰۴ هزار نفر است. این شهر در جنوب شهر پورتو و نوار جنوبی رودخانه دوورو قرار دارد. در اصل رودخانه دوورو مرز بین دو شهر پورتو و گایا می‌باشد.

## نگارخانه

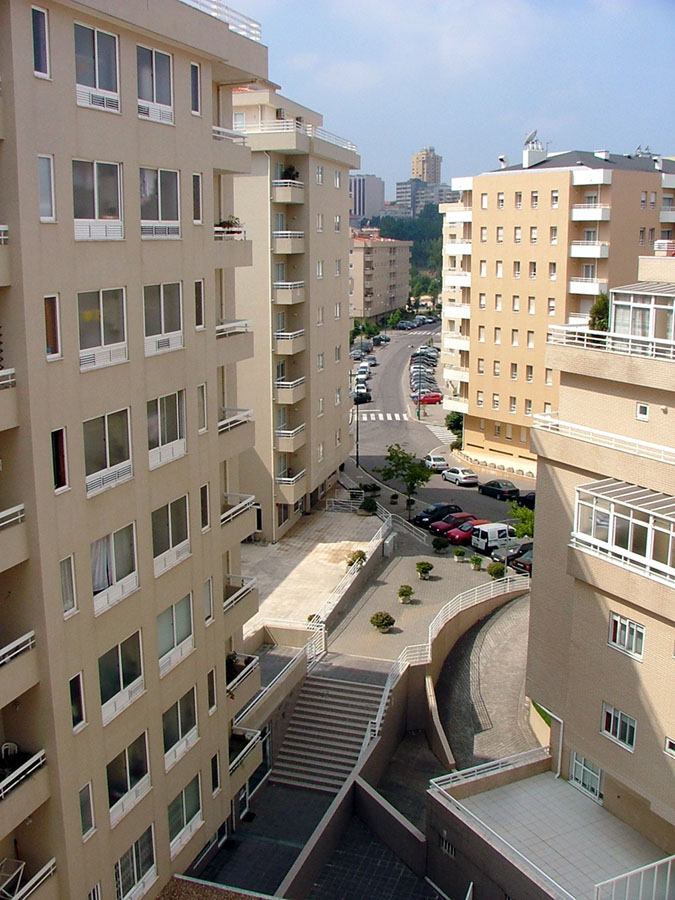